# Armeringsstål

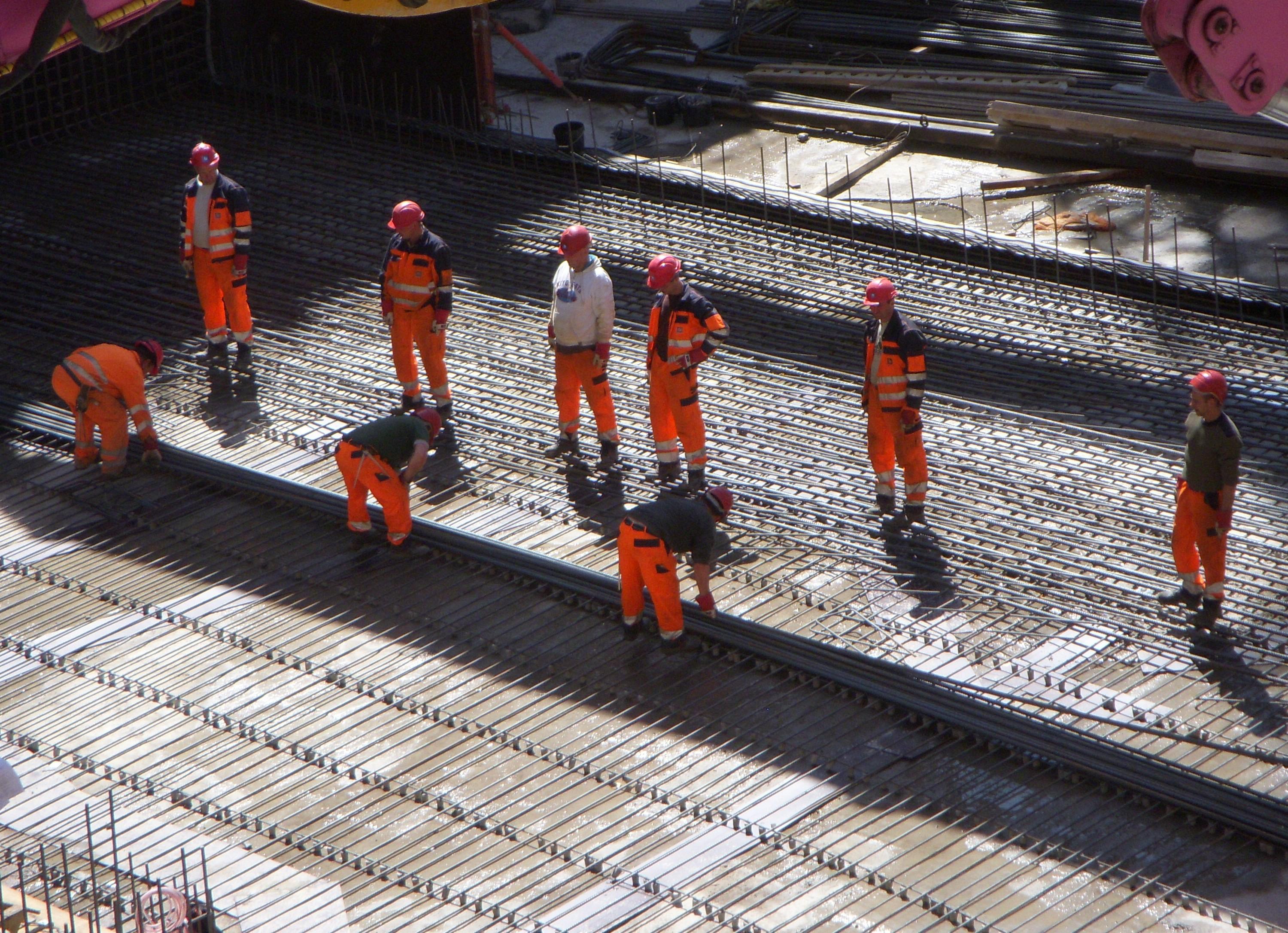
Armeringsarbeten för Norra länken.

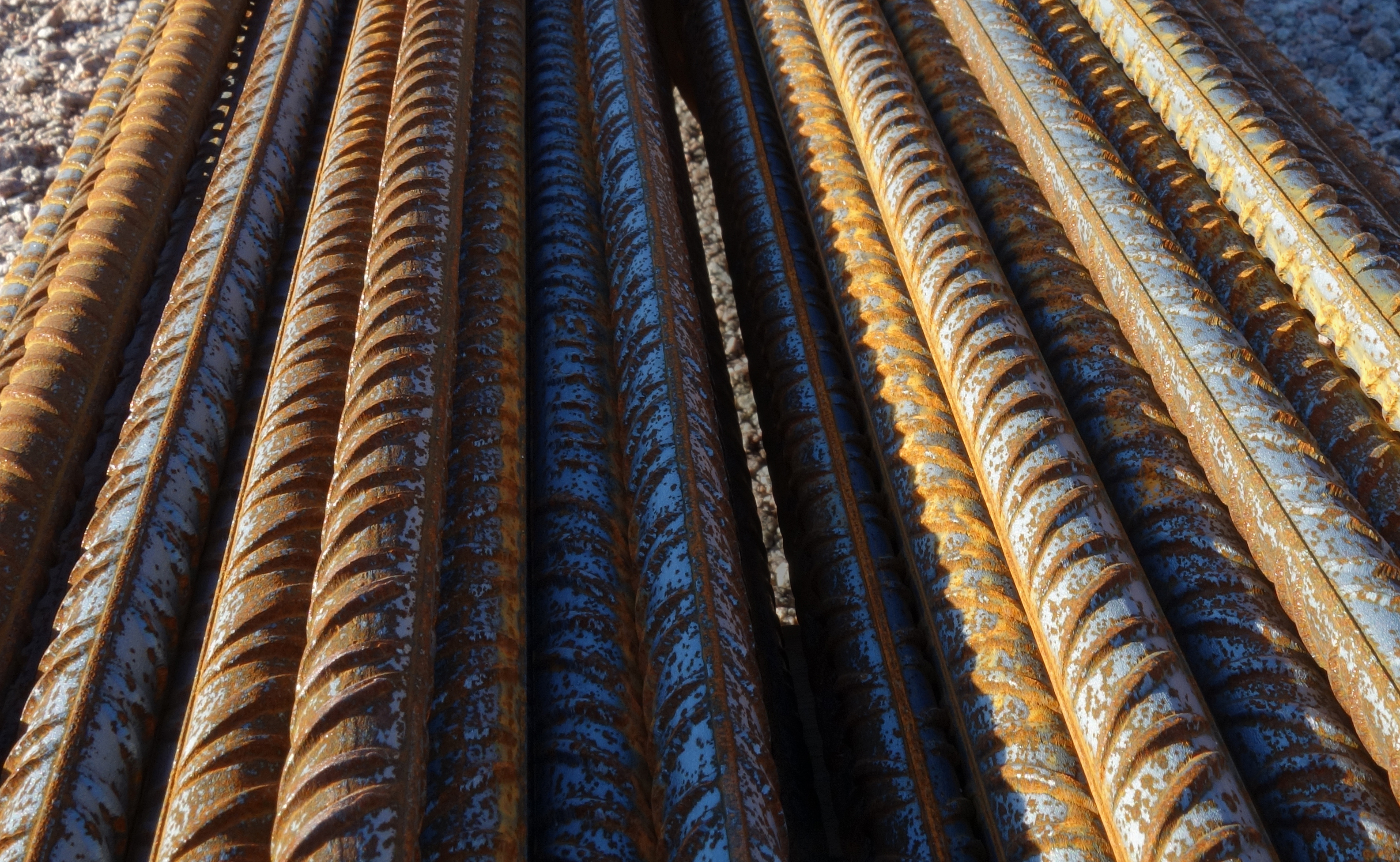
Kamstång är en vanlig typ av armering. Kammarna gör att betongen fäster på stången.

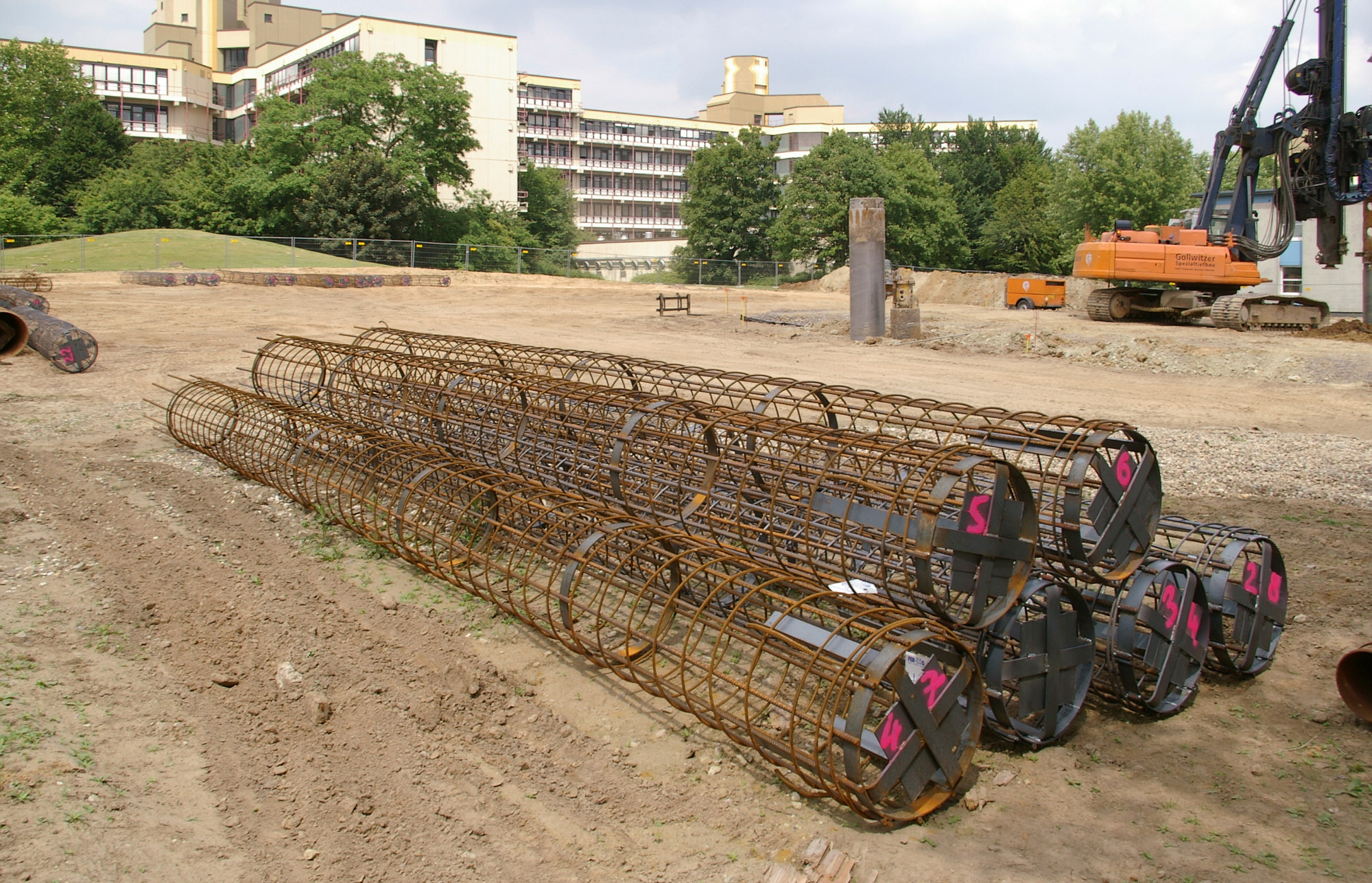
Färdiga armeringskorgar för pelare.

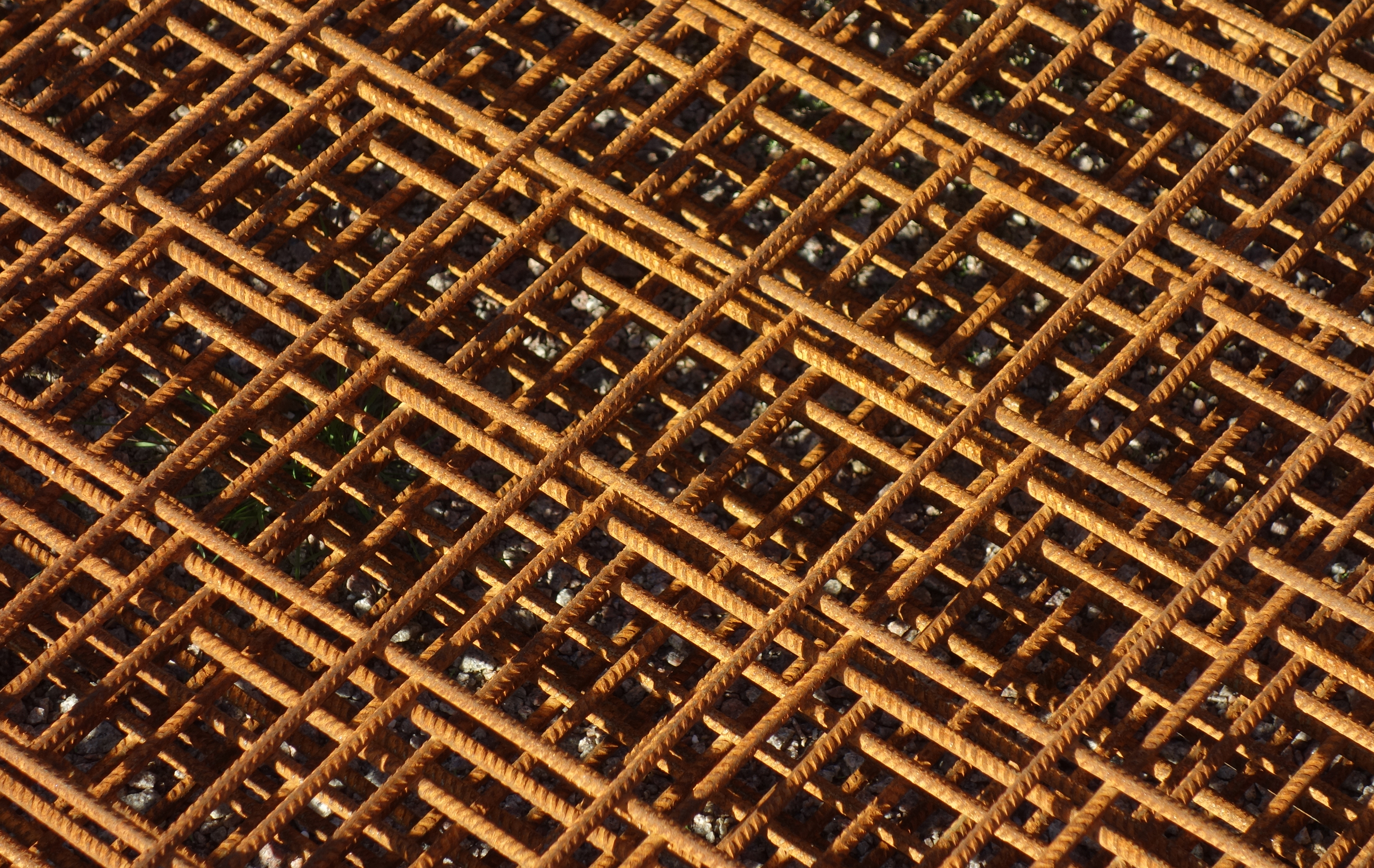
Armeringsnät är ihopsvetsade nät av armeringsstål som används när man gjuter stora ytor som till exempel en husgrund.

Armeringsstål, armeringsjärn, är stänger av kolstål för armering (förstärkning) av betong. För att förbättra fästet till betongen kan tråd eller klen stång med räfflad yta svetsas till nät. Nätet ger gynnsamma tryckspänningar. Stålets sträckgräns är 250-600 MPa (megapascal). För linjär förspänning (det vill säga utom för nät) används även kalldraget material, vilket erhåller en sträckgräns på 1300-1600 MPa.
I Sverige används armeringsstål enligt standarden SS-EN 10080 och tillämpningsstandarden SS 212540.
Armeringsstål benämns vanligen med en siffer- och bokstavskombination, exempelvis: B500BKR

Där B står för Betonstahl.

500 är den minsta tillåtna övre sträckgränsen ReH, (500 MPa).

- B är seghetsklassen, A för 2,5 % töjning vid maxlast, B 5 % töjning och C 7,5 % töjning.
- K står för varmvalsning och kallbearbetning, B för varmvalsning utan vidare behandling och T för varmvalsning med omedelbar värmebehandling, så kallad ythärdning.
- R för att leveransform ringmaterial, saknas sista bokstaven är leveransformen stång.

I Sverige används numera speciella svenska beteckningar enligt SS 212540.

Exempel på sådan är K500C-T och NK500B-T.

Det som står först är någon av följande koder för produktform och geometri.

- K för kamstång.
- P för profilerad stång med intryckningar.
- S slät stång.
- NK nät av kamstång.
- NP nät av profilerad stång.
- NS av slät stång.

Sedan kommer den minsta tillåtna övre sträckgränsen ReH, som i exemplen är 500 MPa.

Efter det kommer en kod för kravet på seghet, seghetsklassen, A, AB, B eller C.
Sedan följer en av följande koder för leveranstillstånd, den kan utelämnas om inget speciellt krav ställs.

- -B för varmvalsat och luftsvalnat.
- -T för ythärdat (kallas tmt, qst, tempcore, thermex med mera).
- –K för kallbearbetat utan signifikant reduktion av tvärsnittsarean (materialet anses som varmvalsat).
- –W för kallbearbetat med signifikant reduktion av tvärsnittsarean (materialet anses som kallbearbetat).

Sist kommer koden för leveransform.

Står inget skall det vara rak stång.

- R står för coil och rak stång riktad från coil.

Armeringsnät benämns vanligen med 4 siffror utifrån dimensionerna på mattan. Första siffran talar om tjockleken på stålet som bygger upp mattan och efterföljande tre siffror talar om diametern på rutorna i nätet. Benämningen "6150" är alltså ett armeringsnät utan 6 mm stål och med rutor vars sidor är 150 mm långa.
Kraven för seghetsklasserna hittar man i Bilaga C till SS-EN 1992-01-01. I Sverige får generellt armering i klass B och C användas. För skyddsrum endast C. Men i SS 212540 finns även en klass AB definierad, som i vissa sammanhang även den får användas. Den får vanligen används då EKS tillämpas, men endast för konstruktioner där inverkan av stödförskjutning eller annan tvångsinverkan är försumbar. Till exempel till nät för sprickarmering i en platta på mark. 500AB motsvarar gamla Nps500.
De kvaliteter som vanligen lagerförs i Sverige är K500C-T för stänger och NK500AB-W för nät.
Armering tillverkas även i olika rostfria kvaliteter. I Sverige skall rostfri armering vanligen uppfylla kraven ställda i BS 6744 (i brist på europastandard), ha hållfasthetsklass 500, och ett stålnummer EN 1.4436 eller EN 1.4462.
För svetsning av armering gäller SS-EN ISO 17660. I den finns regler för dimensionering, utförande och kontroll av svetskarvar och svetsning av armeringsjärn till plåt, till exempel för tillverkning av ingjutningsgods. 
Då armerad betong började användas, 1870-talet i Sverige, armerades betong med järnvägsräls och järnbalkar, produkter som inte första hand var avsedda för att armera betong, så kallad styv armering. Sedan började speciella armeringsjärn, först i form av smidda fyrkantsstänger och därefter i from av valsade rundstänger, tillverkas. På 1890-talet börjar man tillverka tillverka profilerade och vridna armeringsstänger, för att få bättre samverkan med betongen.
På 1940-talet valsas de första kamstängerna i Smedjebacken på det lokala järnverket i samarbete med Chalmers Tekniska Högskola.
1973–1974 tillverkades rekordvolymen av armeringsjärn i Sverige, som då var en skyddad marknad kontrollerad av en laglig kartell. Den hette Basta och var en sammanslutning av 14 svenska stålbolag med tillverkning av armeringsjärn. Bland dessa kan specialstålstillverkarna Avesta Jernverk och Fagersta Bruk nämnas. 1974 levererade de svenska stålbolagen 470.000 ton armeringstråd och -stång. Samma år exporterades 152 000 ton armeringsjärn. Importen däremot låg på blygsamma 18 000 ton. Den svenska förbrukningen av armeringsjärn var hög i mitten av 1970-talet, cirka 290 000 ton 1974. Bakgrunden till detta var de stora infrastrukturinvesteringarna tillsammans med det så kallade miljonprogrammet för lägenhetsbyggandet. Efter den första oljekrisen började en nedgång på marknaden med fusioner och nedläggningar som resultat. I slutet av 1980-talet fanns bara en tillverkare av armeringsjärn kvar i Sverige: Fundia. Företaget, som då ingick i finska Rautaruukki, var resultatet av en fusion mellan Kinnevikägda Welbond (Halmstad, Qvarnshammar och Forsbacka) samt Ratosägda Smebox (Smedjebacken-Boxholm). Fundia blev under 2007 köpt av den spanska privata koncernen Celsa Group. Celsa Group har flera stålverk i koncernen och det är ifrån Celsa Groups stålverk i Mo i Rana, Norge, som Celsa Steel Service får sina råvaror som bearbetas i Celsa Steel Services centras.
Hösten 2001 lade Fundia ned tillverkningen i Smedjebacken och koncentrerade den till Mo i Rana i Norge.